# Nada-Yoga
Nada-Yoga (Sanskrit: नादयोग von nāda (नाद) Geräusch, Schall, Klang, Ton, lauter Ton, Getöse und von yoga (योग) anjochen, verbinden) ist eine alte indische Anschauung, wonach die Vereinigung mit dem höchsten Bewusstsein oder dem Göttlichen in sich durch Hören auf einen Ton erfolgt.
Nada-Yoga will Klangschwingungen und Resonanzen nutzen, mit denen schmerzlindernde Wirkungen auf verschiedene psychologische und spirituelle Zustände erzielt werden sollen. Es soll auch dazu dienen, den Grad der Bewusstheit der Energiezentren, die Chakra genannt werden, zu erhöhen.

## Philosophischer Hintergrund
Nada-Yoga ist mit der Weltanschauung des Hinduismus und des Sikhismus verknüpft. Er beruht auf der Annahme, dass die Entstehung des Universums mit einer Schwingung bzw. einem Ton begann, oft Om oder Aum genannt. In einem eigenschaftslosen Zustand der Stille war der göttliche Urton als Asabda (अशब्द) oder Nicht-Ton, potentieller Ton, vorhanden und manifestierte sich zu Beginn der Schöpfung als erste Schwingung, aus der sich alle weiteren Schwingungen und damit das gesamte Universum entfalteten, welches er durchdringt und aufrechterhält. Dieser sich selbst manifestierende Urton, der nicht durch ein Zweites hervorgebracht wird, heißt daher auch Anahat-Nad (अनाहतनाद ), der nicht angeschlagene oder nicht geschaffene Ton. Er besitzt eine ununterbrochene Kontinuität, auch wenn diese phasenweise latent ist. Weil er ungeschaffen ist, ist er anfangs- und endlos, also ewig. Aus ihm gehen alle geschaffenen Töne hervor. Gelingt es einem, den Anahat-Nad in der Meditation zu erfassen und zu seinem Zentrum zurückzuverfolgen, aus dem er unaufhörlich hervorströmt, kann man zum anfänglichen tonlosen Zustand gelangen. Dies ist das Ziel des Nada-Yoga.
Die heilige Silbe OM (ॐ) oder AUM, die, unter anderem, den ungeschaffenen göttlichen Urton symbolisiert, wird in der gesprochenen oder gedachten Form als Konzentrationsobjekt in der Meditation verwendet. So kann man in der Yogasutra des Patanjali, eines indischen Gelehrten, der vor etwa 2000 Jahren gelebt haben soll, lesen:

„Die Wiederholung dieses (om) und das Meditieren seiner Bedeutung (ist der Weg).“

In der Katha Upanishad wird die Silbe Om sogar als die größte Unterstützung angesehen, um den transzendenten Zustand zu erreichen. Auch in der Mundaka Upanishad wird Om als Mittel benutzt, um sich mit dem Höchsten zu vereinen. Om wird mit einem Bogen verglichen, der das Selbst in das Ziel Brahman schießt, wo beide eins werden. Allerdings kann dieser eigenschaftslose, ungeschaffene Zustand nicht mit Hilfe eines geschaffenen Tones erreicht werden; das gesprochene Om, Ahat-Nad (geschaffener Ton), kann lediglich auf das ungeschaffene, tonlose Om, Anahat-Nad, hindeuten.
Es ist der Anahat-Nad, der von äußeren Schallwellen unabhängige innere Ton, der zum höchsten Bewusstsein führen kann und der beim Nada-Yoga als Stütze für die Konzentration verwendet wird. Obwohl immer vorhanden, wird er normalerweise nicht gehört, da die Aufmerksamkeit im Allgemeinen nach außen gerichtet ist. Das innere Gehör muss sozusagen erst geöffnet werden. Dies kann in tiefer Meditation spontan geschehen oder mit Hilfe eines Meisters, der dem Schüler bei der Initiation einen Vorgeschmack von diesem Ton gibt, damit er weiß, wonach er suchen muss.

## Die zehn Klänge
Nach der Yoga-Lehre gibt es entlang der Wirbelsäule drei Energieleitbahnen, Ida, Pingala und Sushumna. Am unteren Ende dieser Bahnen, im Wurzel-Chakra, Muladhara, befindet sich eine physiopsychische Energie, die Kundalini, in einem latenten Zustand. Durch Yoga- und Meditationsübungen kann diese aktiviert werden und beginnen, im mittleren Kanal, der Sushumna, aufzusteigen. Bei ihrem Aufstieg können sich höhere Bewusstseinszustände öffnen und der Anahat-Nad in Form von verschiedenen Klängen hörbar werden. Gemäß den hinduistischen Schriften gibt es zehn dieser Klänge, die traditionell benannt werden als der Klang von chini, von chini-chini, von ghanta (Handglocke), shankha (Schneckenhorn), vina (Bogenharfe), tala (Zimbeln), venu (Bambusflöte), bheri (Kesseltrommel), mridangam (Röhrentrommel) und megha (Gewitterwolke). Sie werden auch verglichen mit dem Rauschen des Meeres, dem Säuseln des Windes, dem Summen von Bienen oder einem Klirren wie von feinen Glassplittern. Hört man mehrere Töne gleichzeitig, soll man sich auf den höheren, feineren Ton konzentrieren, da die subtileren Töne den höheren Bewusstseinsebenen entsprechen. In der Hatha Yoga Pradipika wird auch empfohlen, zwischen dem Lauschen auf die feineren und auf die gröberen Töne zu wechseln, um so die Aufmerksamkeit aufrechtzuerhalten und Ablenkung zu vermeiden. Jedoch gibt es keine absolute Zuordnung der verschiedenen Töne zu den verschiedenen Bewusstseinsstufen.
Die Vorgehensweise beim Hören auf den Nada ist bei den verschiedenen Traditionen etwas unterschiedlich. Die Hatha Yoga Pradipika sowie die Nada Bindu Upanishad weisen den Yogi an, auf den Ton im rechten Ohr zu hören. Beim Surat Shabd Yoga konzentriert man sich auf den Punkt Bindu, eine Stelle zwischen den Augenbrauen, wo Ida, Pingala und Sushumna zusammenlaufen. Wenn es gelingt, eine gerichtete Konzentration aufrechtzuerhalten, öffnet sich das „innere Ohr“ und der innere Tonstrom kann gehört werden. Obwohl der Ton, hier Shabd genannt, von oben kommt, mag es erscheinen, als ob er mit den Ohren gehört werde. Beim Surat Shabd Yoga werden die im linken Ohr gehörten Töne mit einer negativen Kraft in Verbindung gebracht und sollen daher vermieden werden. Laut Muktananda hingegen, dem Begründer des Siddha Yoga, darf der Nada in beiden Ohren gehört werden, entsteht aber in der Gegend des Sahasrara, des Kronenchakra am Scheitel. Sein Lehrer Bhagawan Nityananda erklärte, dass man den Nada nicht im Ohr, sondern im inneren Ohr, im inneren Raum, höre.
Dennoch mag es Sinn machen, sich auf den Ton im rechten Ohr zu konzentrieren, da dadurch die linke Gehirnhälfte stimuliert wird, welche nach dem Hemisphärenmodell des Gehirns für einpunktige Konzentration verantwortlich ist. Zudem wird durch die Aktivierung der linken Gehirnhälfte eine positive Stimmung erzeugt, die helfen mag, die Konzentration über eine längere Zeit aufrechtzuerhalten.
Anfangs kann der Nada vielleicht nur in vollständiger äußerer Stille gehört werden. Um diese zu erreichen, verschließt man beide Ohren mit den Fingern oder Daumen. Durch ausdauernde Übung und intensive Konzentration kann erreicht werden, auch ohne Verschließen der Ohren sogar mitten im Straßenlärm oder bei lauter Musik nur noch den inneren Nada zu hören, wie es Edward Salim Michael, ein westlicher Meditationslehrer, praktizierte. Je intensiver die Konzentration, desto lauter der Nada. Man kann ihn gleichsam als Messinstrument für die Tiefe der Meditation verwenden. Wird schließlich die Einswerdung mit dem höchsten Bewusstsein erreicht, ersterben alle Töne und es bleibt die namenlose Stille.
Was den Nada für die Meditation so geeignet macht, ist seine Kontinuität, die dem Übenden hilft, seine Konzentration ununterbrochen aufrechtzuerhalten.

## Nebenerscheinungen
Eine intensive Praxis des Nada-Yoga kann zur Folge haben, dass der Übende vorübergehend Schwierigkeiten bekommt, einzuschlafen. Muktananda konnte manchmal 14 Tage hintereinander nicht schlafen, was seine Gesundheit jedoch nicht beeinträchtigte. Es schien ihm, dass sich Schlaf und Nada gewissermaßen gegenseitig ausschließen.
Auch Bewegungen des Körpers, wie Drehungen des Kopfes oder gar Tanzen können sich spontan manifestieren, wie es Muktananda und Salim Edward Michael widerfuhr:

„Ab und zu fühlte sich der Autor von einer unsichtbaren Kraft erfasst, die ihn gegen seinen Willen in seinem Zimmer auf eine höchst seltsame und ekstatische Weise herumtanzen ließ, während die Klänge himmlischer Musik in seinem Wesen vibrierten.“

Selbst akustische Halluzinationen durch das Hören auf den Nada sind möglich, wie Tenzin Wangyal, ein Lehrer des Dzogchen, schreibt. Alle diese Phänomene sind auch ein Grund, warum die Begleitung durch einen erfahrenen Meister wichtig ist.

## Der Nada in verschiedenen Traditionen
Die ersten schriftlichen Hinweise auf den Nada-Yoga finden sich in der Nada Bindu Upanishad, die dem Rigveda angegliedert ist, der wahrscheinlich im zweiten Jahrtausend v. Chr. entstanden ist. Es wird ausführlich geschildert, wie der auf den Nada – hier Pranava genannt – Meditierende mehrere Stufen durchläuft, bis er schließlich den tonlosen Zustand erreicht und in das „ungefärbte Eine eingeht“.
Im vierten Kapitel der Hatha Yoga Pradipika, einer Yoga-Schrift aus dem 14. Jhdt., werden dem Nada 43 Verse gewidmet. In ihnen wird das Verfahren von Anahata-Nada, das auf Gorakhsa Natha zurückgeht, beschrieben.
Im Surat Shabd Yoga, einer Meditationsform der religiösen Radha Soami Bewegung, die 1861 von Shiv Dayal Singh in Indien ins Leben gerufen wurde, wird vor allem auf Licht und Ton meditiert. Diese Bewegung hat ihre Wurzeln in noch älteren Traditionen. Unter anderem geht sie zurück auf Kabir, den großen indischen Mystiker und Dichter des 15. Jahrhunderts. Er vergleicht in einem seiner Gedichte den Anahata-Nad mit der ungeschlagenen Trommel, die im Körper schwingt.
Auch im Dzogchen, einer Lehre, die in der Nyingma-Schule des tibetischen Buddhismus und im tibetischen Bön ihre Wurzeln hat, spielt die Meditation auf den inneren selbst-manifestierten Ton, die unter anderem auf Kündröl Dakpa zurückgeht, eine wichtige Rolle.
Im Bardo Thödröl (Befreiung durch Hören im Zwischenzustand), dem Tibetanischen Totenbuch, wird beschrieben, wie der Verstorbene im Bardo, dem Zwischenzustand zwischen Tod und Wiedergeburt, die „Reine Wahrheit“ als Lichter und Farben, die seine eigene Natur widerspiegeln, erlebt. Darauf heißt es:

„Aus der Mitte dieser Strahlung kommt der natürliche Klang der Wirklichkeit, widerhallend wie tausend Donner, die zugleich erschallen. Das ist der natürliche Klang deines eigenen wirklichen Selbst.“

Westliche spirituelle Lehrer der Gegenwart entdeckten ebenfalls, unabhängig von den Traditionen des Nada-Yoga, diesen inneren Ton.
Ajahn Sumedho, Repräsentant der thailändischen Waldtradition des Theravada-Buddhismus, bemerkte 1977 beim Meditieren einen ungewohnten Ton in sich und erkannte dessen Nützlichkeit für seine spirituellen Übungen. Er nannte ihn den Ton der Stille. 1981 fing er an, diese Methode auch zu unterweisen. Später fand er, dass in der buddhistischen Śūraṅgama Sūtra von diesem Ton als Mittel zur Erleuchtung gesprochen wird: Als Buddha Shakyamuni in der Versammlung der fünfundzwanzig Erleuchteten den Bodhisattva Manjushri fragt, welche der vorgetragenen Methoden er für die geeignetste halte, erwidert dieser, „dass Samadhi am besten durch Verwendung des durchdringenden Tones erlangt werden könne“.
Auch Edward Salim Michael, Yoga- und Meditationslehrer, dessen Lehre in keine Tradition eingebettet ist, entdeckte während seiner ersten Meditation spontan den inneren Ton, den er fortan bei allen seinen Übungen als Stütze für seine Konzentration einsetzte und der bei ihm eine zentrale Rolle spielte.